# 黒田英彦
黒田 英彦（くろだ ひでひこ）は、日本の元俳優。劇団ひまわりに所属していた。

## 人物
主に1970年代に活躍。
子役ながら、1972年放映の『シルバー仮面』（TBS系）では背丈の低い宇宙人・ソロモン星人のスーツアクターを演じた。

## 出演歴
- シルバー仮面（1972年、8話、ソロモン星人のスーツアクター役）
- サンダーマスク（1972年、高瀬勝也 役）
- 大江戸捜査網（1973年、4話）
- キカイダー01（1973年、30話、自転車の少年 役）
- スーパーロボット レッドバロン（1973年、1話）
- 流星人間ゾーン（1973年、26話、石田健 役）
- ロボット刑事（1973年、23話）
- イナズマン（1974年、22話、大空和夫 役）
- なぞの転校生
- 太陽にほえろ!（1975年、167話、竹腰サヨの息子 役）
- 伝七捕物帳 第135話「江戸の悪太郎」（1977年、NTV）- 留吉